# Volant de l'ACO
Le Volant de l'ACO est un concours de promotion organisé au sein de l'école de pilotage du Circuit Bugatti du Mans. Créé en 1968 avec le soutien de Shell ce concours offrait au pilote le plus méritant une saison en Championnat de France de Formule 3. Ce volant changea régulièrement de sponsor. Fin 1993, Elf qui était devenu le sponsor décida de créer la Filière Elf en fusionnant le Volant Elf de l'ACO avec ses deux autres volants (celuit du Circuit du Castellet et celui du Circuit de Nevers Magny-Cours)

## Les vainqueurs du Volant de l'ACO
| Année               | Vainqueur         |              |              |
| Volant Shell        | Volant Shell      | Volant Shell | Volant Shell |
| ------------------- | ----------------- | ------------ | ------------ |
| 1968                | François Migault  |              |              |
| 1969                | Lucien Guitteny   |              |              |
| 1970                | Joël Auvray       |              |              |
| 1971                | Philippe Munier   |              |              |
| 1972                | Pierre Yver       |              |              |
| 1973                | Marc Gicquel      |              |              |
| Volant de l'ACO     |                   |              |              |
| 1974                | Dominique Pigeon  |              |              |
| Volant Gitanes      |                   |              |              |
| 1975                | Luc Favresse      |              |              |
| 1976                | Denis Oliveira    |              |              |
| Volant Bendix       |                   |              |              |
| 1977                | Loïc Jacob        |              |              |
| Volant de l'ACO     |                   |              |              |
| 1978                | Jean-Luc Zajfert  |              |              |
| 1979                | Patrick Gonin     |              |              |
| 1980                | Patrick Martins   |              |              |
| Volant Gitanes      |                   |              |              |
| 1981                | Christophe Bodin  |              |              |
| 1982                | François Daignez  |              |              |
| 1983                | Lionel Robert     |              |              |
| 1984                | Rémi Pauchauvin   |              |              |
| 1985                | Alain Galzot      |              |              |
| 1986                | Pierre Derode     |              |              |
| 1987                | Frank Matifas     |              |              |
| 1988                | François Bardet   |              |              |
| 1989                | Emmanuel Clérico  |              |              |
| 1990                | Eddy Coubard      |              |              |
| Volant Elf de l'ACO |                   |              |              |
| 1991                | Xavier Pompidou   |              |              |
| 1992                | Stéphane Sarrazin |              |              |
| 1993                | Bruno Lucotte     |              |              |

## Ont fréquenté le volant Shell ou Pilote Elf
- Bob Wollek, finaliste en 1968
- Jean Rondeau, finaliste en 1969